# Medea (1793)
Il Medea fu un vascello di linea veneziano da 70 cannoni che prestò servizio nella Armada tra il 1794 e il 1797. Apparteneva alla terza serie della Classe Leon Trionfante.

## Storia
La costruzione del vascello di primo rango da 70 cannoni Medea, appartenente alla terza serie della classe "Leon Trionfante", fu ordinata dal Senato della Repubblica di Venezia e la nave fu impostata nel 1732 sotto la direzione del Proto dei marangoni Zuanne Novello, venendo completata fino ai "18 carati" e lasciato in riserva. La costruzione riprese nel 1740 sotto la direzione dell'architetto Giovanni Domenico Giacomazzi, e il vascello fu portato fino ai  "21 carati" entro il 1746. La nave fu completata sotto la direzione dall'architetto Andrea Spadon a partire dal 8 giugno 1782, e fu varata presso l'Arsenale il 23 febbraio 1793. Inizialmente al comando del vascello fu designato il capitano ordinario Giacomo Christich, che però morì in quello stesso anno. Il Medea entrò in servizio il 28 maggio 1794 sotto il comando del capitano Antonio Armeni. assegnato all'Armata Grossa di stanza a Corfù.
Dopo la caduta della Repubblica di Venezia, avvenuta il 12 maggio 1797, il vascello fu catturato dai francesi a Corfù il 28 giugno successivo, insieme alle rimanenti unità della Armata Grossa ivi stanziate. Ribattezzato inizialmente Médée assunse poi il nome di Frontin l'11 novembre dello stesso anno, in memoria dell'Adjutant general Frontin morto nell'agosto 1796.
Nell'agosto 1798 il vascello, allora al comando del capitano di vascello Jean Joseph Hubert, ricevette un nuovo armamento basato su 26 cannoni da 24 libbre, 26 da 18 lb e 12 da 6 lb, di provenienza francese. Declassato al rango di vascello di terzo rango, nel 1800 fu nuovamente declassato a fregata ricevendo un nuovo armamento basato su 24 pezzi d'artiglieria. Di stanza a Tolone a partire dal 1809  svolse il ruolo di nave prigione, venendo definitivamente demolito nel 1825.

### Annotazioni
1. ↑  La terza serie della classe "Leon Trionfante" si componeva di tre vascelli: il Vittoria, La Guerriera e il Medea.
2. ↑  A partire dal 1750 i vascelli dell'Armada veneziana adottarono, su decisione del Senato, una nuova colorazione avendo i fianchi dipinti a bande orizzontali gialle all'altezza del portelli dei cannoni, alternate a bande nere tra i portelli di un ponte e quelli sottostanti. Tale colorazione venne adottata anche dalla Royal Navy, su pressione esercitata da Lord Nelson, a partire dal 1795.
3. ↑  Nello specifico si trattava di 1 obice da 36 libbre, 1 carronata da 24 libbre, 16 cannoni da 8 e sei da 6 libbre.

### Fonti
1. 1 2 3  http://www.veneziamuseo.it/ARSENAL/schede_arsenal/vascelli.htm.
2. 1 2  Levi 1896, p. 41.
3. ↑  Levi 1896, p. 50.
4. ↑  Levi 1896, p. 52.
5. 1 2   French Third Rate ship of the line 'Médée' (1797), su threedecks.org..